# علي أحمد عبدي
علي أحمد عبدي صحفي صومالي عمل في إذاعة جالكعيو. لثلاث سنوات رئيسا لقسم البرامج، قتل في هجوم شنته حركة الشباب على المحطة. 

## حياته الشخصية
كان علي ناشطًا في مجال حقوق الإنسان وصحفيًا في محافظة مدج وسط الصومال،  وهي منطقة معروفة بخطورتها على الصحفيين خلال الحرب الأهلية. عُرف علي أيضًا بمساهماته في موقع بونتلاندي الإخباري الموالي لحكومة بونتلاند المتمتعة بالحكم الذاتي شمال الصومال. 

## حياته المهنية
عمل علي في كل من إذاعة جالكعيو و موقع بونتلاندي الإخباري الصومالي. 

## وفاته
أصيب علي أحمد عبدي برصاصة في رأسه من قبل رجال ملثمين أثناء عودته إلى منزله في مدينة جالكعيو مركز محافظة مدج بوسط الصومال، و توفي متأثرا بجراحه في مارس 2012، ويُعتقد أنه استُهدف بسبب انتقاده لحركة الشباب، وأعرب الاتحاد الوطني للصحفيين الصوماليين عن "صدمة وغضب كبيرين لمقتل الصحفي الإذاعي الشاب". 